# Maarten Vorwerk
Maarten Vorwerk (Rotterdam, 25 april 1980) is een Nederlands muziekproducer die onder andere bekend is geworden met het nummer Cambodia en door de producties van Jeckyll & Hyde. Tevens heeft hij veel platen uitgebracht onder aliassen als Spanish Flies, Latin Lovers en David Luca.
Hij staat onder contract bij platenmaatschappij Digidance BV en heeft samen met DJ Ruthless een eigen platenlabel, genaamd Squarebeats.